# Coregonus stigmaticus
Coregonus stigmaticus är en fiskart som beskrevs av Regan, 1908. Coregonus stigmaticus ingår i släktet Coregonus och familjen laxfiskar. Inga underarter finns listade i Catalogue of Life.
Denna fisk förekommer endemisk i sjöarna Hawes Water, Ullswaterand, Brothers Water och Red Tarn i England. Individerna uppsöker under januari och februari sjöns grunda delar för äggens befruktning. Födan utgörs av kräftdjur och av vattenlevande insekter. Beståndet hotas av varierande vattennivå och dessutom jagas flera exemplar av storskarv. Populationen i sjön Hawes Water minskar men i de andra sjöarna är den stabil. IUCN kategoriserar arten globalt som starkt hotad.